# UAE Team Emirates 2017
Questa voce raccoglie le informazioni riguardanti la squadra ciclistica UAE Team Emirates nelle competizioni ufficiali della stagione 2017.

## Organico

### Staff tecnico
|  | Naz.                 | Ruolo | Sportivo          |  |  |  |
|  | -------------------- | ----- | ----------------- |  |  |  |
|  | Australia (bandiera) | GM    | Brent Copeland    |  |  |  |
|  | Francia (bandiera)   | DS    | Philippe Mauduit  |  |  |  |
|  | Italia (bandiera)    | DS    | Orlando Maini     |  |  |  |
|  | Italia (bandiera)    | DS    | Marco Marzano     |  |  |  |
|  | Italia (bandiera)    | DS    | Simone Pedrazzini |  |  |  |
|  | Italia (bandiera)    | DS    | Daniele Righi     |  |  |  |
|  | Italia (bandiera)    | DS    | Mario Scirea      |  |  |  |
|  | Italia (bandiera)    | DS    | Bruno Vicino      |  |  |  |

### Rosa
|  | Naz.                           |  | Sportivo             | Anno |  |  |
|  | ------------------------------ |  | -------------------- | ---- |  |  |
|  | Marocco (bandiera)             |  | Anass Aït El Abdia   | 1993 |  |  |
|  | Colombia (bandiera)            |  | Darwin Atapuma       | 1988 |  |  |
|  | Italia (bandiera)              |  | Matteo Bono          | 1983 |  |  |
|  | Italia (bandiera)              |  | Simone Consonni      | 1994 |  |  |
|  | Italia (bandiera)              |  | Valerio Conti        | 1993 |  |  |
|  | Portogallo (bandiera)          |  | Rui Costa            | 1986 |  |  |
|  | Croazia (bandiera)             |  | Kristijan Đurasek    | 1987 |  |  |
|  | Italia (bandiera)              |  | Roberto Ferrari      | 1983 |  |  |
|  | Italia (bandiera)              |  | Filippo Ganna        | 1996 |  |  |
|  | Italia (bandiera)              |  | Andrea Guardini      | 1991 |  |  |
|  | Slovenia (bandiera)            |  | Marko Kump           | 1988 |  |  |
|  | Norvegia (bandiera)            |  | Vegard Stake Laengen | 1989 |  |  |
|  | Italia (bandiera)              |  | Marco Marcato        | 1984 |  |  |
|  | Sudafrica (bandiera)           |  | Louis Meintjes       | 1992 |  |  |
|  | Emirati Arabi Uniti (bandiera) |  | Yousif Mirza         | 1988 |  |  |
|  | Italia (bandiera)              |  | Sacha Modolo         | 1987 |  |  |
|  | Slovenia (bandiera)            |  | Matej Mohorič        | 1994 |  |  |
|  | Italia (bandiera)              |  | Manuele Mori         | 1980 |  |  |
|  | Polonia (bandiera)             |  | Przemysław Niemiec   | 1980 |  |  |
|  | Italia (bandiera)              |  | Simone Petilli       | 1993 |  |  |
|  | Slovenia (bandiera)            |  | Jan Polanc           | 1992 |  |  |
|  | Italia (bandiera)              |  | Edward Ravasi        | 1994 |  |  |
|  | Regno Unito (bandiera)         |  | Ben Swift            | 1987 |  |  |
|  | Italia (bandiera)              |  | Oliviero Troia       | 1994 |  |  |
|  | Italia (bandiera)              |  | Diego Ulissi         | 1989 |  |  |
|  | Italia (bandiera)              |  | Federico Zurlo       | 1994 |  |  |

## Palmarès

### Corse a tappe
World Tour
- Abu Dhabi Tour

3ª tappa (Rui Costa)
Classifica generale (Rui Costa)
- Giro d'Italia

4ª tappa (Jan Polanc)
- Tour de Pologne

2ª tappa (Sacha Modolo)
- Vuelta a España

7ª tappa (Matej Mohorič)
- Presidential Cycling Tour of Turkey

4ª tappa (Diego Ulissi)
Classifica generale (Diego Ulissi)
Continental
- Vuelta a San Juan

5ª tappa (Rui Costa)
- Tour of Croatia

1ª tappa (Sacha Modolo)
6ª tappa (Sacha Modolo)

### Corse in linea
World Tour
- Grand Prix Cycliste de Montréal (Diego Ulissi)

Continental
- Gran Premio Costa degli Etruschi (Diego Ulissi)
- Grosser Preis des Kantons Aargau (Sacha Modolo)
- Piccolo Giro di Lombardia (Aljaksandr Rabušėnka)
- Hong Kong Challenge (Matej Mohorič)

### Campionati nazionali
- Campionati emiratiani

In linea (Yousif Mirza)
Cronometro (Yousif Mirza)
- Campionati sloveni

Cronometro (Jan Polanc)

## Classifiche UCI

### Calendario mondiale UCI
Individuale
Piazzamenti dei corridori della UAE Team Emirates nella classifica individuale dell'UCI World Tour 2017.
| Pos. | Ciclista             | Punti |
| ---- | -------------------- | ----- |
| 16   | Diego Ulissi         | 1 569 |
| 38   | Rui Costa            | 929   |
| 52   | Louis Meintjes       | 758   |
| 99   | Sasha Modolo         | 364   |
| 110  | Jan Polanc           | 296   |
| 117  | Matej Mohorič        | 259   |
| 136  | Darwin Atapuma       | 180   |
| 138  | Valerio Conti        | 174   |
| 146  | Vegard Stake Laengen | 155   |
| 148  | Ben Swift            | 155   |
| 161  | Marko Kump           | 130   |
| 164  | Simone Consonni      | 125   |
| 199  | Marco Marcato        | 88    |
| 213  | Roberto Ferrari      | 76    |
| 214  | Przemysław Niemiec   | 75    |
| 224  | Simone Petilli       | 71    |
| 306  | Kristijan Đurasek    | 29    |
| 331  | Manuele Mori         | 23    |
| 379  | Anass Aït El Abdia   | 10    |
| 380  | Edward Ravasi        | 10    |
| 386  | Federico Zurlo       | 8     |
| 397  | Matteo Bono          | 5     |
| 407  | Oliviero Troia       | 5     |

Squadra
La UAE Team Emirates ha chiuso in dodicesima posizione con 5 494 punti.